# Tatra Delfin
Der Tatra Delfin ist ein Rennwagen des damals tschechoslowakischen und heute tschechischen Herstellers Tatra. Er wurde 1963 als Nachfolger des Tatra 607-2 entworfen.

## Geschichte
Der Tatra Delfin wurde für die Formel Junior gebaut. Er war ein Konglomerat aus verschiedenen Ostblock-Fahrzeugen: Der Heckmotor war ein halbierter V-Motor des Modells 603, die Kupplung steuerte der russische GAZ M-21 Wolga bei und das Viergang-Getriebe entsprach dem des Fiat 600 D. Die Scheibenbremsen schließlich kamen von Renault (System Bendix). Vorne besaß der in Schalenbauweise erstellte Monoposto eine Einzelradaufhängung an doppelten Querlenkern, hinten an oberen Querlenkern und unteren Dreieckslenkern. Federung und Dämpfung an allen Rädern bewerkstelligten schräg gestellte Federbeine.

## Technische Daten
Typ Delfin Baujahr 1963

- Länge: 3540 mm
- Breite: 1480 mm
- Gesamthöhe: 780 mm
- Radstand: 2280 mm
- Spurweite vorne: 1316 mm
- Spurweite hinten: 1300 mm
- Bodenfreiheit: ?
- Motor: Vierzylinder-Reihenmotor mit OHV-Ventilsteuerung, Luftkühlung (Ejektorkühlung)
- Hubraum: 1098 cm³
- Leistung:  48 – 51 kW (65 – 70 PS) bei 8500/min
- Getriebe: Einscheiben-Trockenkupplung, Viergang-Schaltgetriebe mit Knüppelschaltung, vollsynchronisiert
- Antriebsart: Hinterradantrieb
- Leergewicht 420 kg
- Höchstgeschwindigkeit 180 km/h (Werksangabe)